# Goniothalamus albiflorus
Goniothalamus albiflorus là loài thực vật có hoa thuộc họ Na. Loài này được Bân mô tả khoa học đầu tiên năm 2000.